# 11193 Mérida
För andra betydelser, se Mérida (olika betydelser).
11193 Mérida eller 1998 XN96 är en asteroid i huvudbältet som upptäcktes den 11 december 1998 av den venezolanske astronomen Orlando A. Naranjo vid Observatorio Astronómico Nacional de Llano del Hato. Den är uppkallad efter staden Mérida.
Asteroiden har en diameter på ungefär 13 kilometer och den tillhör asteroidgruppen Themis.